# Ida Mollinger
Alida Mina (Ida) Mollinger (Breda, 12 mei 1869 - Amersfoort, 2 februari 1937) was een Nederlandse voordrachtskunstenaar en spraakdocent. 

## Levensloop
Haar eerste optreden zou zijn als Eurydice in Antigone (1897), met Theo Mann-Bouwmeester in de titelrol en Betty Holtrop-van Gelder als Ismene. Mollinger was echter zo zenuwachtig dat het gedeelte waarin zij zou moeten optreden bij de première onderbroken werd en ze nadien vervangen werd door Anna de Leur. In de periode 1899-1904 trad zij samen met Sophie Wichers als voordrachtskunstenaar op in verschillende Nederlandse theaters, zoals Rotterdam, Winschoten, Arnhem en Zwolle. Soms traden zij gratis op, bijvoorbeeld in Antwerpen. Beiden waren lid van de Vereeniging voor de vocale en dramatische kunst te Amsterdam.
Achter de schermen voelde Mollinger zich beter thuis dan voor de schermen. Vanaf september 1904 bood zij zich dan ook aan als docent stemvorming. Aanvankelijk gaf zij uitsluitend particulier les, in 1924 werd zij docent voordrachtkunst en spreektechniek aan de Amsterdamse Toneelschool. Vele bekende toneelspelers heeft zij les gegeven, onder wie Georgette Hagedoorn en Bob de Lange.
In 1925 werd zij bij haar zilveren jubileum in het gebouw van De Nederlandsche Vrouwenclub gehuldigd. Ze werd onder anderen toegesproken door actrice Betty Holtrop-van Gelder.
Ida Mollinger overleed in 1937. Top Naeff noemt haar in haar In Memoriam "een kordate in wezen zoo zachte en lieve persoon".
- International Standard Name Identifier: 0000 0003 9497 0341
- Nederlandse Thesaurus van Auteursnamen: 071757597
- Virtual International Authority File: 289489947
- WorldCat: E39PCjDX63jpCKqdDrwFdrVFjy